# Dave Weaver
Dave Weaver, a été le maire de Glendale dans l'État de Californie aux États-Unis de 2013
, jusqu'en avril 2014, remplacé alors par Zareh Sinanyan. Dave Weaver retournant à ce moment-là au poste de conseiller municipal.